# Ветербі (Міссурі)
Ветербі (англ. Weatherby) — селище (англ. village) в США, в окрузі Декальб штату Міссурі. Населення — 80 осіб (2020).

## Географія
Ветербі розташоване за координатами 39°54′33″ пн. ш. 94°14′32″ зх. д. / 39.90917° пн. ш. 94.24222° зх. д. (39.909263, -94.242172).  За даними Бюро перепису населення США в 2010 році селище мало площу 0,31 км², з яких 0,31 км² — суходіл та 0,00 км² — водойми.

## Демографія
Згідно з переписом 2010 року, у місті мешкало 107 осіб у 41 домогосподарстві у складі 28 родин. Густота населення становила 348 осіб/км².  Було 58 помешкань (189/км²).
Расовий склад населення:
| - 99,1 % — білих - 0,9 % — корінних американців |

До двох чи більше рас належало 0,0 %. Частка іспаномовних становила 0,0 % від усіх жителів.
За віковим діапазоном населення розподілялося таким чином: 26,2 % — особи молодші 18 років, 65,4 % — особи у віці 18—64 років, 8,4 % — особи у віці 65 років та старші. Медіана віку мешканця становила 33,6 року. На 100 осіб жіночої статі у місті припадало 105,8 чоловіків;  на 100 жінок у віці від 18 років та старших — 102,6 чоловіків також старших 18 років.
Середній дохід на одне домашнє господарство  становив 31 256 доларів США (медіана — 18 125), а середній дохід на одну сім'ю — 41 826 доларів (медіана — 25 313). За межею бідності перебувало 54,5 % осіб, у тому числі 55,2 % дітей у віці до 18 років та 33,3 % осіб у віці 65 років та старших.
Цивільне працевлаштоване населення становило 31 осіб. Основні галузі зайнятості: роздрібна торгівля — 45,2 %, освіта, охорона здоров'я та соціальна допомога — 19,4 %, публічна адміністрація — 12,9 %, науковці, спеціалісти, менеджери — 6,5 %.